# 철새

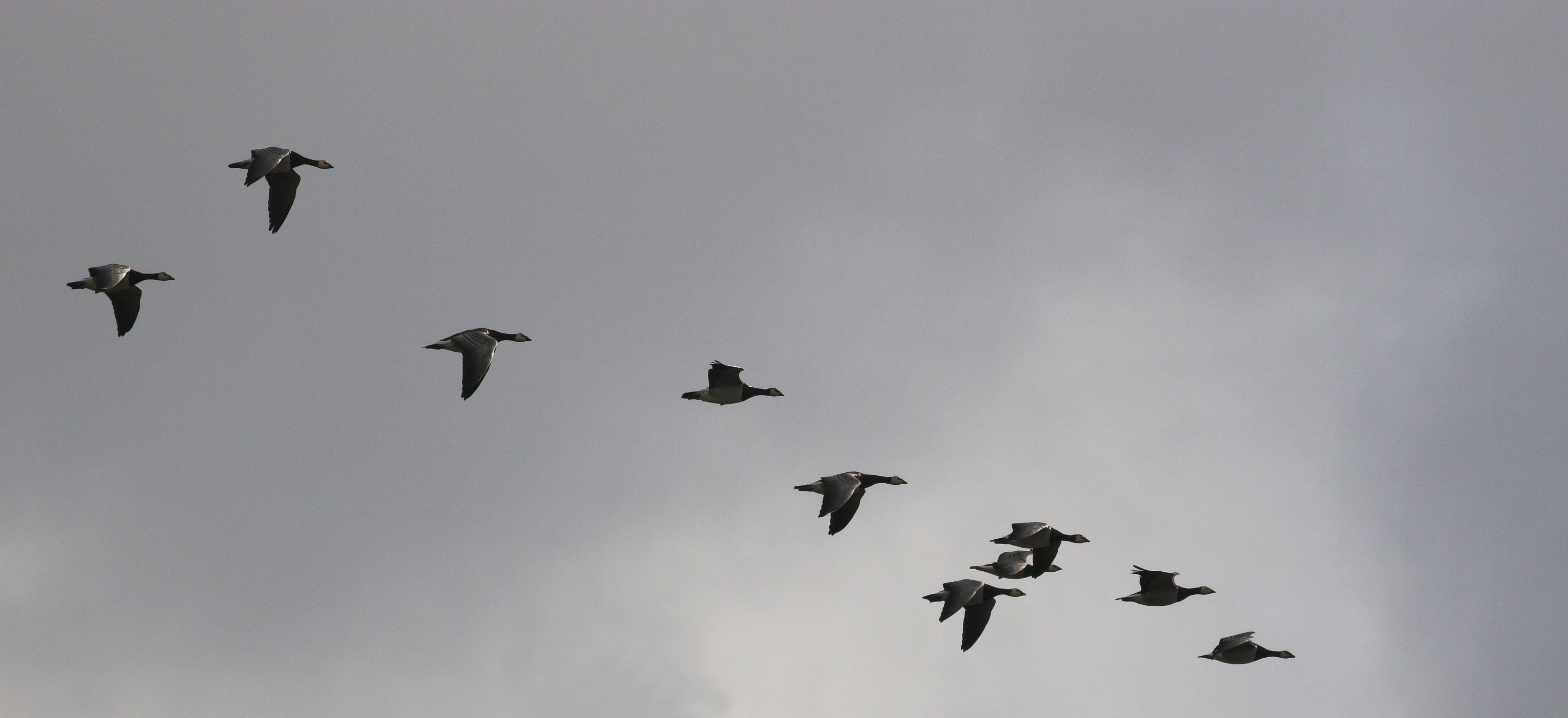
떼지어 날아가는 흰뺨기러기

철새의 이동 경로

철새(문화어: 계절조)는 계절에 따라 서식지를 이동하는 새를 말한다. 한국에서는 계절의 변화가 뚜렷해  다양한 철새를 사계절 모두 접해 볼 수 있다. 철새는 무리로 이동하는 경우가 많다.

## 분류
- 여름철새(Summer Visitor) - 겨울에는 아열대지역에서 월동하다 봄에 한국으로 와 번식한 후 가을에 남쪽 지역으로 다시 이주하는 새.
- 겨울철새(Winter Visitor) - 여름에는 시베리아나 만주 등 고위도에서 번식하다 겨울에 중위도 지방으로 월동하는 새. 겨울에는 저위도의 따뜻한 지방에서 월동한다.
- 통과철새(Passage Visitor, 나그네새) - 번식은 고위도 지역에서 활동 및 월동은 저위도 지역에서 보내는 철새로 우리나라에서는 봄과 가을에 관찰할 수 있다.
- 길잃은새(Vagrant) - 길을 잃고 원래의 이동 경로 및 서식 지역에서 벗어난 새들을 의미한다. 미조(迷鳥)라고도 한다.

## 설명
일반적으로 철새는 먹이가 풍부한 장소와 시기에 새끼를 기르고, 따뜻하고 먹이가 풍부한 장소에서 월동하는데, 이러한 사실은 조류과의 진화과정에서 획득한 적응 현상중 하나이다. 또 조류의 이동은 북반구를 기준으로 하여 몇 가지의 바다새를 제외하고는 역방향으로서의 이동은 거의 알려져 있지 않다. 따라서 남방(월동지)에서 북방(번식지) 사이를 1년에 두 번 이동하는 셈이다. 물떼새류인 검은가슴물떼새는 여름의 번식지인 시베리아 서부 등의 북극권에서 오스트레일리아 및 뉴질랜드까지 장거리 이동을 하고, 미국의 검은가슴물떼새는 알래스카의 툰드라 지대에서 아르헨티나까지 13,000km의 거리를 여행한다. 이와 같이 장거리를 이동하는 조류는 이 밖에도 몇 종류가 알려져 있다. 이에 반하여 휘파람새 같은 떠돌이새는 단거리를 이동한다.

## 나그네새
나그네새(문화어: 려조(旅鳥))는 번식지에서 월동지로 이동할 때 봄과 가을 2번을 걸쳐 한 지방을 지나가는 철새이다. 물떼새류, 대부분의 도요과 새들은 한국의 나그네새이다.

## 철새의 종류
| 철새     | 대표 종 |
| -------- | --- |
| 여름철새 | 제비, 꾀꼬리, 뻐꾸기, 개개비, 백로류, 물총새, 호반새, 청호반새, 흰눈썹황금새, 큰유리새 등                                                           |
| 겨울철새 | 두루미, 재두루미, 흑두루미, 큰기러기, 쇠기러기, 고니, 큰고니, 혹고니, 가창오리, 청머리오리, 홍머리오리, 고방오리, 청둥오리, 쇠오리, 독수리, 물닭 등 |
| 통과철새 | 도요물떼새류와 함께 벌매, 비둘기조롱이, 노랑눈썹솔새, 제비딱새, 긴발톱할미새, 붉은가슴밭종다리 등                                                   |

## 참고 자료
- 환경부, 국립생물자원관- 한국의 철새 (공공누리제1유형)